# Alpenboktor
De alpenboktor (Rosalia alpina) is een insect uit de familie van de boktorren (Cerambycidae), en wordt ook wel alpenbok genoemd.

## Kenmerken
Deze kever heeft blauwgrijze tot helder blauwe kleuren, met name de voorzijde van het lichaam is bij veel exemplaren intenser van kleur. Het lichaam is zoals bij alle boktorren langwerpig, de poten lang en dun en de tasters zeer lang. Mannetjes zijn makkelijk van vrouwtjes te onderscheiden doordat de tasters van vrouwtjes ongeveer even lang zijn als het lichaam, die van mannetjes zijn de helft langer. De tasters zijn helder blauw maar het knotsvormige uiteinde van iedere geleding is zwart, waardoor er een kenmerkende blauw-zwarte bandering ontstaat. De rug heeft een karakteristiek vlekkenpatroon: twee kleine vlekken onderaan de dekschilden, en eveneens vooraan bij de hals, en twee veel grotere vlekken op het midden van de rug. De vlekken zijn altijd zwart en fijn witomrand, maar de vorm, exacte positie en grootte van de vlekken verschilt enigszins; de twee grote vlekken in het midden zijn soms versmolten tot een dwarsband.

## Algemeen
De Alpenboktor soort komt voor in grote delen van Europa en de Kaukasus. Ze leeft in halfopen bergbossen tot een hoogte van 2000 meter. De soort is afhankelijk van grote dode door de zon beschenen beuken voor het afzetten van de eitjes. Het hout van deze bomen is het voedsel van de larve. Deze wordt ongeveer vijf centimeter lang en ontwikkelt zich in twee tot drie jaar tot volwassen kever. Het voedsel daarvan bestaat uit bloemdelen, nectar van verschillende boomsoorten, ook bladeren worden gegeten. 